# 馬辛區
馬辛區（西班牙語：Distrito de Masin），是秘魯的一個區，位於該國北部安卡什大區的瓦里省，始建於1956年2月2日，面積75.33平方公里，海拔高度2,550米，2005年人口2,024，人口密度為每平方公里27人。